# Athanasios Kouzelis
Athanasios Kouzelis, född 1952 i Aten, är en grekisk arkitekt-ingenjör och professor i formgivningslära på Atens teknologiska högskola. Åren 1997 till 2003 var han chef för Fakulteten för tillämpad konst och design på högskolan.
Kouzelis utbildades till arkitekt på Atens nationella polytekniska högskola där han tog examen 1975, och avlade doktorsexamen 1986 på Chalmers tekniska högskola i ämnet projekteringsmetodik, med Hans Nordenström som handledare och Elias Cornell som disputationsopponent. Under sin akademiska karriär har han skrivit kompendier och böcker om formgivningslära, konst och arkitekturhistoria och formgivningspraxeologi på grekiska och engelska. Numera leder han Industrial Design Studio i Aten och är verksam inom produktdesign.